# Kumis
Per la província de la Pèrsia medieval vegeu Qumis

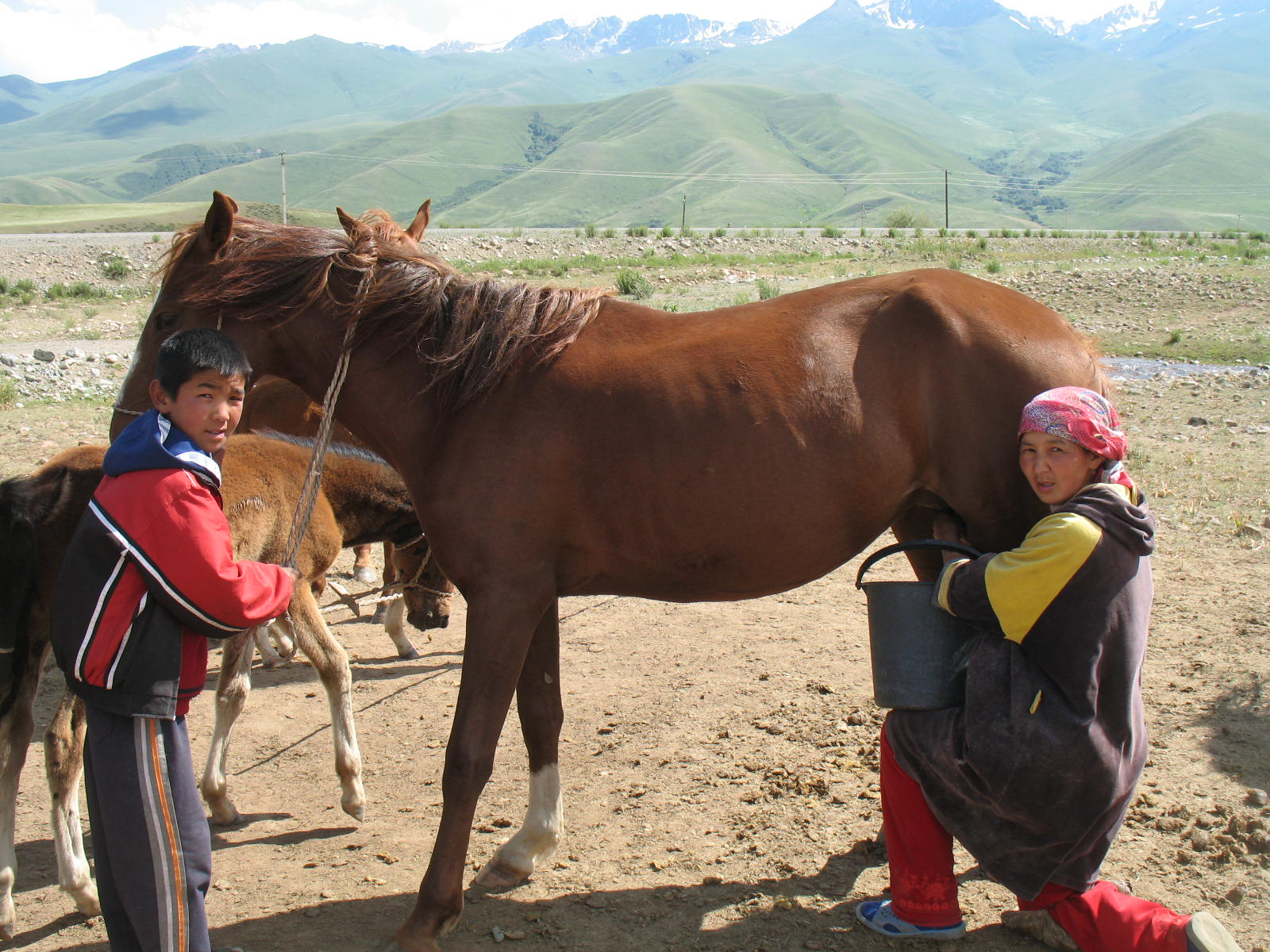
Munyint una euga

El kumis (també anomenat koumiss, kumys o kymys, o airag a Mongòlia) és un producte lacti similar al quefir, encara que amb un contingut alcohòlic més gran que aquest (un 3%). Tradicionalment, s'ha elaborat amb llet d'egua. És una beguda tradicional de la zona de l'Àsia central, es creu que originària de la tribu dels kirguisos, que es pensa que van desenvolupar aquest tipus de beguda al voltant del segle xiii.

## Característiques
Igual que el quefir, en la seva elaboració hi participen diversos microorganismes. Els principals bacteris làctics són Lactobacillus delbrueckii sbsp. bulgaricus i Lactobacillus acidophilus, així com llevats com ara Kluyveromyces lactis sbsp. lactis, Candida utilis, Candida quefir i Saccharomyces cerevisiae.
Al segle xix, el kumis es va popularitzar com un remei per combatre malalties com la tuberculosi, bronquitis, anèmia i refredats.

## Preparació
En un recipient de vidre s'hi afegeix un litre de llet sencera a temperatura ambient, 180 cc de kumis i 2 cullerades de llet en pols. Es tapa i deixa reposar, entre 12 i 24 hores, fins que coaguli. Un cop coagulat, es remou amb una cullera per dividir el coàgul en grumolls. Convé separar una part (180 cc) per poder elaborar la següent tanda, de fet, aquest mètode de fermentació backslopping garanteix una fermentació constant i estable, ja que introdueix cultius de bacteris làctics beneficiosos per a la nova tanda. Deixar refredar a la nevera i afegir sucre o mel a l'hora de servir.
Com que la llet d'egua (igual que la de camella) és pobre en caseïnes, el producte obtingut presenta un coàgul finament dispers, que se suspèn fàcilment i que amb prou feines es percep a la boca.

## Informació addicional
El seu escàs contingut alcohòlic fa difícil l'aparició de símptomes de borratxera llevat que es consumeixi en quantitats elevades. Això no obstant, el kumis es pot destil·lar i produir una beguda amb un 10% de graduació alcohòlica anomenada arkhi.
Bixkek, la capital del Kirguizstan, rep el nom de les lleteres emprades per elaborar kumis.